# Paul-François Puginier
Paul-François Puginier, né le 4 juillet 1835 à Saïx dans le diocèse d'Albi, et mort le 25 avril 1892 à Hanoï dans le Tonkin, est un missionnaire français qui fut vicaire apostolique au Tonkin occidental (aujourd'hui archidiocèse d'Hanoï).

## Biographie
Paul-François Puginier fait ses études au petit séminaire de Castres, puis au séminaire des Missions étrangères de Paris, en 1854, après ses études secondaires.
Paul-François Puginier est ordonné prêtre le 29 mai 1858 et part le 29 août 1858 en tant que prêtre des Missions étrangères de Paris, pour le Tonkin, mais à cause des persécutions, il doit d'abord s'arrêter à Saïgon, où il fonde une petite école de français pour de futurs interprêtres de cette colonie récente, et s'occupe de paroisses environanntes. Il arrive enfin au Tonkin occidental en 1862.
Il crée un orphelinat de l'œuvre de la Sainte-Enfance à Ké-Loi. Il est nommé provicaire en 1865 et parcourt les provinces de Hung Hoa et de Son Tay.
Il est consacré à la mission de Hoang-nguyen évêque in partibus de Mauricastre (de) par Joseph Theurel avec comme co-consécrateurs Hilarión Alcázar et Manuel Ignacio Riaño. Il devient coadjuteur du vicaire apostolique, Mgr Joseph Theurel. Il prend sa succession en 1868, devenant vicaire apostolique du Tonkin occidental, installé à Ké-So. Il y a alors 140 000 chrétiens catholiques répartis dans quarante-six paroisses et de nombreuses missions.
Après l'expédition de Francis Garnier, il aide en 1872 à la négociation entre le gouvernement français et les mandarins annamites, pour les droits de passage commerciaux et la liberté religieuse. Il fait également avancer la cause des martyrs du Tonkin. Il déclare: « nous, missionnaires, nous travaillons pour Dieu, pour notre pays et pour le pays auquel nous nous sommes dévoués. ». Cependant après que le gouvernement français eut refusé de poursuivre l'effort de Garnier, une vague de répression s'abat sur les chrétiens, dont des milliers d'entre eux sont massacrés. Mgr Puginier est obligé de se réfugier à Saïgon. La situation s'apaise après la signature du traité, suivie par des vagues de conversions, ainsi qu'au Laos qui ouvre ses portes en 1878.

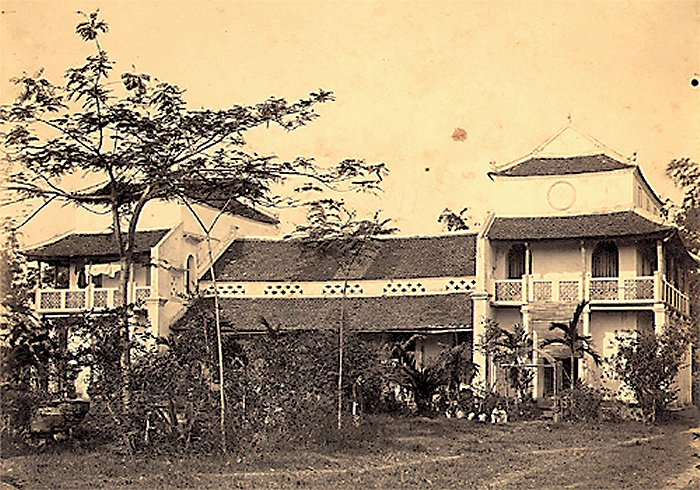
Vue de la mission catholique à Hanoï dans les années 1880

L'expédition Rivière et la conquête du Tonkin décidée par le gouvernement de la IIIe République provoque un nouveau temps d'épreuves avec des pillages de stations, la mort de sept missionnaires et de centaines de convertis. L'évêque avait pourtant prévenu par plusieurs notes et correspondances aux officiels français les erreurs à éviter.
La première école de français est ouverte à Hanoï en 1884. Vingt mille conversions ont lieu en quatre ans de 1887 à 1890.
C'est sous son épiscopat qu'est édifiée la cathédrale Saint-Joseph d'Hanoï, consacrée le jour de Noël 1886.
Il meurt en 1892 et est enterré à la mission de Ké-So. Son coadjuteur, Mgr Gendreau, lui succède. Dès les premières années, un clergé tonkinois nombreux est formé.
Il fut nommé chevalier de la Légion d'honneur en 1884, officier en 1887. Il était également commandeur de l'ordre du Dragon d'Annam (1886).

## Succession apostolique
Paul-François Puginier a ordonné les évêques suivants :
- Évêque Louis-Marie Pineau, M.E.P. (1886)
- Évêque Pierre-Jean-Marie Gendreau, M.E.P. (1887)